# Egide Alenus
Egidius Maria Franciscus (Egide) Alenus (Balen, 5 september 1863 - Diest, 15 oktober 1940) was een Belgisch notaris en politicus voor de Katholieke Partij en diens opvolger het Katholiek Verbond van België.

## Levensloop
Alenus stamt af uit een voorname familie wiens roots zijn te herleiden tot een Londenaar die zich omstreeks 1520 inschreef aan de Universiteit Leuven. Van beroep was hij notaris. Daarnaast was Alenus politiek actief. In januari 1927 volgde hij de liberaal Oscar Nihoul op als burgemeester van Diest, een functie die hij zou uitoefenen tot aan zijn dood. Schepen Eggen werd vervolgens aangesteld tot dienstdoend burgemeester.
Zijn uitvaartplechtigheid vond plaats in het stadhuis en vervolgens in de Sint-Sulpitiuskerk te Diest. Hij kreeg een laatste rustplaats op de stedelijke begraafplaats van deze stad. Aldaar is er een straat naar hem vernoemd, met name de Egide Alenusstraat. In deze straat bevindt zich het neoclassicistisch breedhuis dat (vermoedelijk) door hem werd bewoond. Zijn zus Delphine was verpleegster tijdens de Groote Oorlog, vanuit deze hoedanigheid behoedde ze, door de verzorging van een Duits officier, haar geboortestad voor de vernieling. Tevens was ze actief voor de inlichtingendiensten.